# SENS Research Foundation
A SENS Research Foundation (Strategies for Engineered Negligible Senescence Foundation, em português: Fundação SENS) é uma ONG co-fundada em março de 2009 por Michael Kope, Aubrey de Grey, Jeff Hall, Sarah Marr e Kevin Perrott, localizada em Mountain View, California, Estados Unidos.
A fundação tem como objetivo apoiar pesquisas na área de senescência, desenvolvendo métodos para prolongar a expectativa de vida do ser humano, e se possível, ajudar a criar métodos para imortalidade.